# Gouvernement Klaus I
 (août 2023).
Si vous disposez d'ouvrages ou d'articles de référence ou si vous connaissez des sites web de qualité traitant du thème abordé ici, merci de compléter l'article en donnant les références utiles à sa vérifiabilité et en les liant à la section « Notes et références ».
IIe République d'Autriche
Gorbach II Klaus II
Le gouvernement Klaus I (en allemand : Bundesregierung Klaus I) est le gouvernement fédéral autrichien entre le 2 avril 1964 et le 25 octobre 1965, durant la dixième législature du Conseil national.

## Majorité et historique
Dirigé par le nouveau chancelier fédéral conservateur Josef Klaus, ancien ministre fédéral des Finances, ce gouvernement est constitué et soutenu par une « grande coalition » entre le Parti populaire autrichien (ÖVP) et le Parti socialiste d'Autriche (SPÖ), qui disposent ensemble de 157 députés sur 165, soit 95,2 % des sièges au Conseil national.
Il est formé à la suite de la démission du second gouvernement du conservateur Alfons Gorbach, soutenu par une coalition identique. L'ÖVP ayant décidé de remplacer le chancelier par son président fédéral, Josef Klaus, Gorbach a été contraint de se retirer.
Les désaccords grandissants au sein de la grande coalition, au pouvoir depuis dix-neuf ans, conduisent finalement à la démission du cabinet fédéral et à la convocation d'élections anticipées le 6 mars 1966. Lors de ce scrutin, l'ÖVP remporte une majorité absolue et forme le gouvernement Klaus II.
Le gouvernement Klaus I est le dernier gouvernement fédéral autrichien exclusivement masculin, et de grande coalition dirigé par un conservateur.

## Composition
- Par rapport au gouvernement Gorbach II, les nouveaux ministres sont indiqués en gras, ceux ayant changé d'attributions en italique.

| Fonction                                             | Titulaire | Titulaire                                     | Parti |
| ---------------------------------------------------- | --------- | --------------------------------------------- | ----- |
| Chancelier fédéral                                   |           | Josef Klaus                                   | ÖVP   |
| Vice-chancelier                                      |           | Bruno Pittermann                              | SPÖ   |
| Ministre fédéral des Affaires étrangères             |           | Bruno Kreisky                                 | SPÖ   |
| Ministre fédéral de la Protection sociale            |           | Anton Proksch                                 | SPÖ   |
| Ministre fédéral des Finances                        |           | Wolfgang Schmitz                              | ÖVP   |
| Ministre fédéral de l'Intérieur                      |           | Franz Olah (jusqu'au 21/09/1964) Hans Czettel | SPÖ   |
| Ministre fédéral de la Justice                       |           | Christian Broda                               | SPÖ   |
| Ministre fédéral de l'Agriculture et des Forêts      |           | Karl Schleinzer                               | ÖVP   |
| Ministre fédéral des Transports et de l'Électricité  |           | Otto Probst                                   | SPÖ   |
| Ministre fédéral de la Défense nationale             |           | Georg Prader                                  | ÖVP   |
| Ministre fédéral de l'Enseignement                   |           | Theodor Piffl-Percevic                        | ÖVP   |
| Ministre fédéral du Commerce et de la Reconstruction |           | Fritz Bock                                    | ÖVP   |